# روي لويس (لاعب كرة قدم أمريكية)
روي لويس (بالإنجليزية: Roy Lewis)‏ هو لاعب كرة قدم أمريكية أمريكي، ولد في 19 مايو 1985 في لوس أنجلوس في الولايات المتحدة.

## وصلات خارجية
- روي لويس على موقع مرجع كرة القدم المحترفة.كوم (الإنجليزية)